# Friză (ovine)

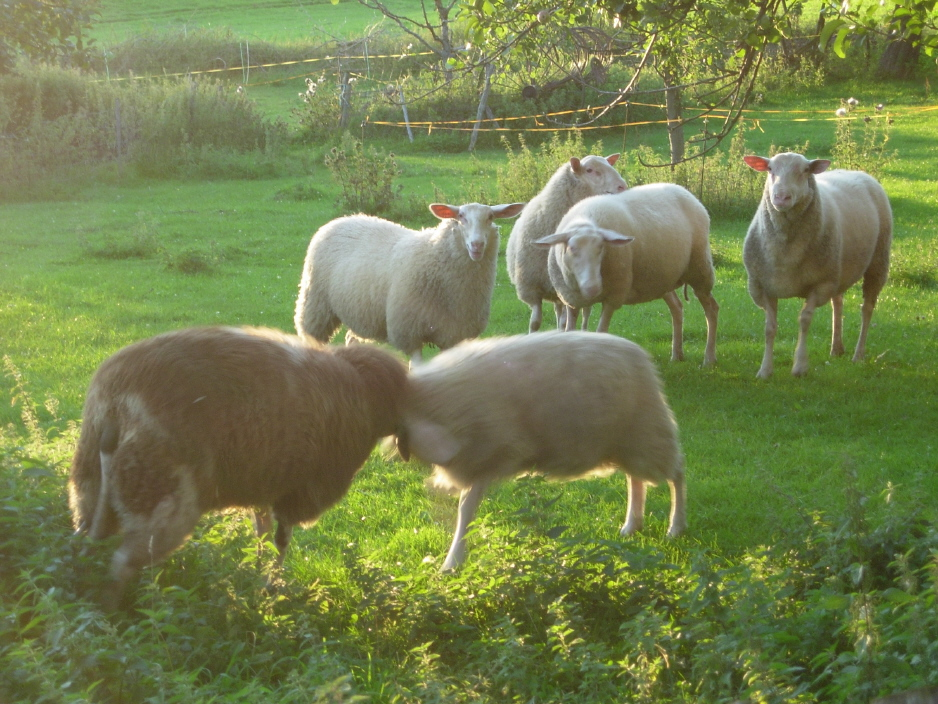
Oi frize

Friza (în germană ostfriesisches Milchschaf „oaia friză de lapte”) este o rasă de oi de culoare albă, cu coada scurtă, originară din Insulele Frizice de est, Germania. Este specializată pentru producția de lapte, în medie de 400 kg anual, cu un conținut de grăsime de 6,4%. 
Oaia friză (sau frizonă) este o rasă precoce (după vârsta de un an) și prolifică, adecvată pentru turme mici. Oile fată de regulă câte doi și adesea trei, patru miei. Greutatea oii poate ajunge până la 70 kg. Producția anuală de lână este în medie de 6 kg. 
În România este puțin răspândită și folosită pentru infuzie în rasa țurcană.